# Capeta (zoologia)
Capeta Ruiz & Brescovit, 2005 è un genere di ragni appartenente alla famiglia Salticidae.

## Etimologia
Capeta è il termine brasiliano che indica il diavolo, probabilmente per la forma dell'embolo (l'organo riproduttivo).

## Distribuzione
Le due specie oggi note di questo genere sono state rinvenute in Brasile: C. cachimbo nello Stato di Pará (nella Serra de Cachimbo) e la C. tridens nel Bahia.

## Tassonomia
A dicembre 2010, si compone di due specie:
- Capeta cachimbo Ruiz & Brescovit, 2006 — Brasile
- Capeta tridens Ruiz & Brescovit, 2005[2] — Brasile